# Chondrenchelyidae
Chondrenchelyidae (лат.) — семейство вымерших морских хрящевых рыб монотипического отряда хондренхейлиеобразных (Chondrenchelyiformes). Существовали в каменноугольном периоде. Известны ископаемые остатки с территории США и Великобритании. Близки к современным к химерообразным.

## Внешний вид и строение
Рыбы достигали 10—15 см в длину, имели вытянутое туловище. Их спинной, хвостовой и анальный плавники были слиты в один. У них была удлинённая голова и относительно большие глаза. Считается, что эти рыбы были хищными.

## Классификация
По данным сайта Paleobiology Database, на сентябрь 2021 года в семейство включают 3 вымерших рода:
- Род Chondrenchelys Traquair, 1888 (1 вид)
- Род Harpagofututor Lund, 1982 (1 вид)
- Род Platyxystrodus Hay, 1899 [syn. Xystrodus Morris & Roberts, 1862] (7 видов)